# Станчић
Станчић (алб. Stançiqi или Stançiq; од 1975. до 1991. — Станичић) је насеље у општини Гњилане, Косово и Метохија, Република Србија.

## Становништво
| Демографија | Демографија | Демографија |
| Година      | Становника  | Становника  |
| ----------- | ----------- | ----------- |